# Schlossrued
Schlossrued (schweizerdeutsch: ˈʃlɔsːˌruəd) ist eine Einwohnergemeinde im Schweizer Kanton Aargau. Sie gehört zum Bezirk Kulm und liegt im unteren Ruedertal.

## Geographie
Die Gemeinde liegt im unteren Teil des Ruedertals, das von der Ruederche durchflossen wird und auf beiden Seiten von Hügelketten begrenzt wird. Der Talboden ist im oberen Teil nur knapp 50 Meter breit und weitet sich im unteren Teil auf eine Breite von rund 250 Metern aus. Die nordöstliche Seite des Tales ist stark zergliedert und besitzt zahlreiche kurze Seitentäler mit den dazwischen liegenden Ausläufern des Galgenmoos (654 m ü. M.) und des Sämlen (643 m ü. M.); diese Hügel bilden die Grenze zum Wynental. Die südwestliche Talseite ist gleichmässiger geformt und steigt zur Burg (649 m ü. M.) und zum Rand der Rötler-Hochebene an, die das Ruedertal vom Suhrental abgrenzen. Ein Kilometer südöstlich der Hauptsiedlung Schlossrued liegt das Dorf Kirchrued, wo die einzige Kirche des gesamten Tales steht. Daneben sind über das ganze Gemeindegebiet zahlreiche Einzelhöfe verstreut.
Die Fläche des Gemeindegebiets beträgt 725 Hektaren, davon sind 225 Hektaren bewaldet und 55 Hektaren überbaut. Der höchste Punkt befindet sich auf 680 Metern am Rand der Rötler-Hochebene, der tiefste auf 475 Metern an der Ruederche. Nachbargemeinden sind Schöftland im Nordwesten, Unterkulm im Norden, Oberkulm im Osten, Schmiedrued im Südosten, Kirchleerau im Süden und Staffelbach im Westen.

## Geschichte
Die Besiedlung des Ruedertales erfolgte im 5. und 6. Jahrhundert durch die Alamannen, die den dichten Urwald rodeten. 1160 wurden in den Acta Murensia des Klosters Muri erstmals die «Herren von Ruoda» erwähnt. Der Ortsname leitet sich vom althochdeutschen (ze) Ruoderahu ab, was «beim Ruderbach» bedeutet; also ein Gewässer das durch Rudern überquert werden kann. Die Herren von Rued waren ein Ministerialengeschlecht der Grafen von Kyburg, ab 1273 der Habsburger. Sie gaben ihre Stammburg Alt-Rued wahrscheinlich im 11. oder 12. Jahrhundert auf und zogen auf die andere Talseite in das Schloss Rued.
Nachdem das Geschlecht im Jahr 1369 erlosch, kam es zu mehreren Besitzerwechseln: Zunächst gehörte die Herrschaft Rued, die neben dem Ruedertal auch die Dörfer Kirchleerau und Moosleerau umfasste, den Herren von Büttkon, dann den Freiherren von Rüssegg und den Herren von Scharnachtal. Ab 1491 war sie im Besitz der Familie Herport aus Willisau, 1516 gelangte sie nochmals an die Herren von Büttikon. Die Eidgenossen zerstörten die Burg im Jahr 1386 während des Sempacherkriegs, 1415 eroberten sie den Aargau. Schlossrued gehörte nun zum Untertanengebiet der Stadt Bern, dem so genannten Berner Aargau.
1520 erwarben die ursprünglich aus Italien stammenden Herren von May die Herrschaft, acht Jahre später führten die Berner die Reformation ein. Im März 1798 nahmen die Franzosen die Schweiz ein, entmachteten die «Gnädigen Herren» von Bern und riefen die Helvetische Republik aus. Seither gehört Schlossrued zum Kanton Aargau. Erst 1834 verkauften die May ihre letzten übrig gebliebenen Rechte an den Kanton, bis 1861 residierten sie im Schloss.
1816 wurde das Ruedertal in die Gemeinden Schlossrued und Schmiedrued aufgeteilt. Die Bevölkerung fand bis Mitte des 19. Jahrhunderts in der Baumwollweberei ein zusätzliches Auskommen. Als dieser Industriezweig wegen der Abgelegenheit des Tals und der zu geringen Wasserkraft unterging, mussten viele Einwohner wegziehen. Bis weit ins 20. Jahrhundert hinein prägte die Landwirtschaft das Leben der Gemeinde.

## Sehenswürdigkeiten

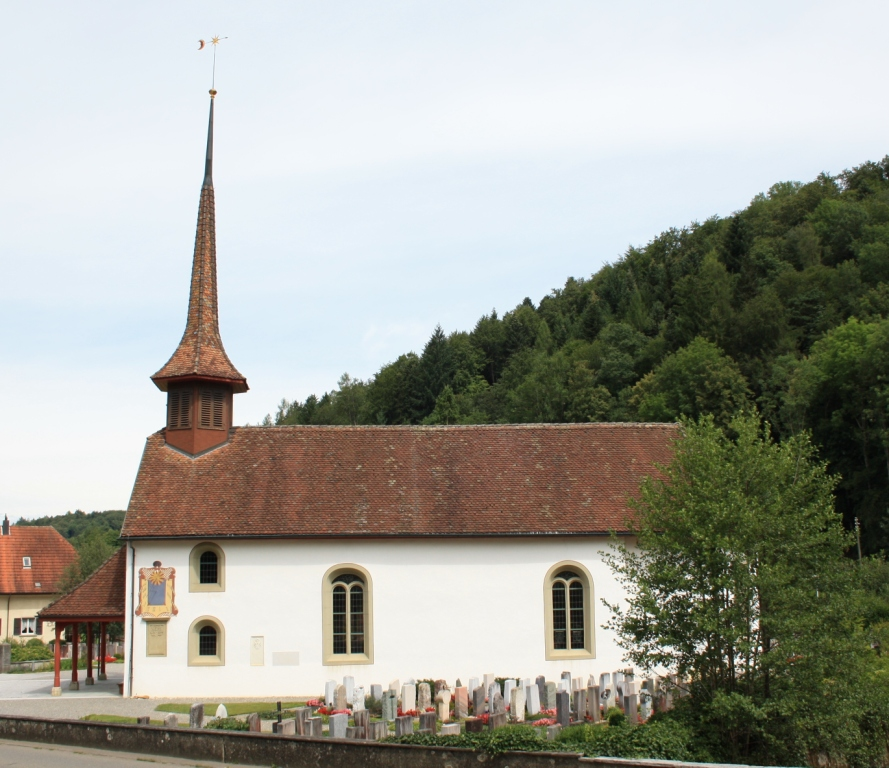
Kirche Rued

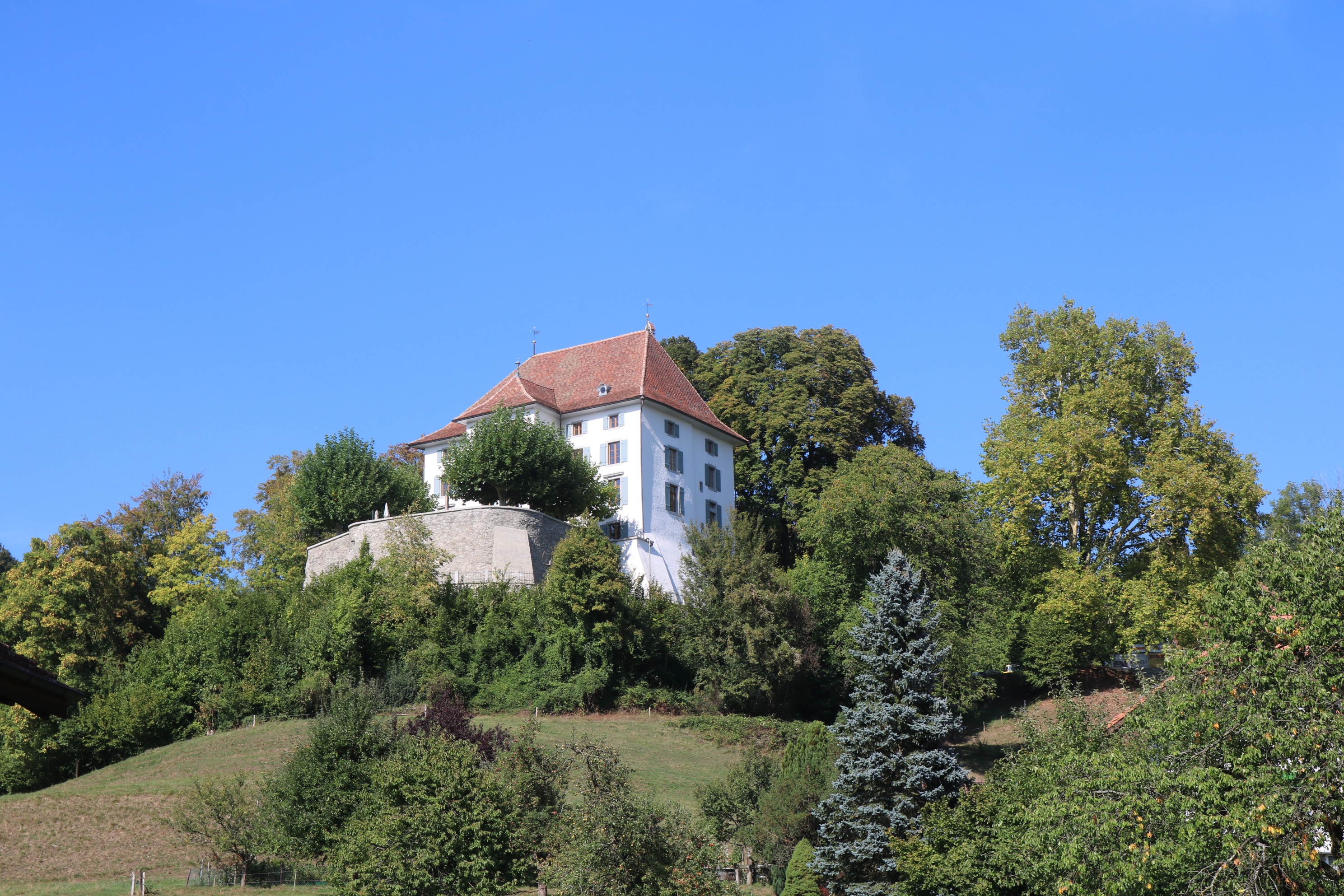
Schloss Rued

Das Schloss Rued befindet sich auf einem Felsvorsprung nördlich des Dorfes Schlossrued. Die aus dem Mittelalter stammende Burg wurde Ende des 18. Jahrhunderts nach einem Grossbrand vollständig neu aufgebaut und in ein Wohnschloss umgewandelt. Die ältesten Teile der Kirche in Kirchrued stammen aus dem 13. Jahrhundert, um 1500 fügte man an den rechteckigen Bau einen Chor an. Von aussen her erscheint das Gebäude wie eine grosse Kapelle.
Der Schlossrueder Erlebnisweg bietet auf drei verschiedenen Rundwanderungen Gelegenheit, Schlossrued und die Ruedertaler kennenzulernen. Informationstafeln vermitteln Wissenswertes über Landschaft, Geschichte, Tier- und Pflanzenwelt. Innerhalb der Routen befinden sich Rastplätze und Aussichtspunkte.

## Wappen
Die Blasonierung des Gemeindewappens lautet: «In Blau auf grünem Dreiberg weisser, rot bedachter Turm mit schwarzem Tor, überhöht von zwei gekreuzten weissen Rudern und sechsstrahligem weissem Stern.» Die ungeteilte Gemeinde Ruedertal hatte bis 1816 das erstmals 1279 bezeugte Wappen der Herren von Rued geführt, ein Ruder gekreuzt von einem Schifferstachel. Auf dem Gemeindesiegel von 1872 waren die verschiedenen Symbole unübersichtlich angeordnet. 1953 ordnete man diese neu, nachdem sich der Gemeinderat geweigert hatte, ein oder zwei Symbole zu streichen.

## Bevölkerung
Die Einwohnerzahlen entwickelten sich wie folgt:
| Jahr      | 1764 | 1803 | 1850 | 1900 | 1930 | 1950 | 1960 | 1970 | 1980 | 1990 | 2000 | 2010 | 2020 |
| Einwohner | 549  | 878  | 1000 | 719  | 886  | 848  | 805  | 749  | 833  | 867  | 903  | 839  | 822  |

Am 31. Dezember 2023 lebten 873 Menschen in Schlossrued, der Ausländeranteil betrug 11,6 %. Bei der Volkszählung 2015 bezeichneten sich 61,6 % als reformiert und 12,7 % als römisch-katholisch; 25,7 % waren konfessionslos oder gehörten anderen Glaubensrichtungen an. 96,2 % gaben bei der Volkszählung 2000 Deutsch als ihre Hauptsprache an und 0,9 % Serbokroatisch.

## Politik und Recht
Die Versammlung der Stimmberechtigten, die Gemeindeversammlung, übt die Legislativgewalt aus. Ausführende Behörde ist der fünfköpfige Gemeinderat. Er wird im Majorzverfahren vom Volk gewählt, seine Amtsdauer beträgt vier Jahre. Der Gemeinderat führt und repräsentiert die Gemeinde. Dazu vollzieht er die Beschlüsse der Gemeindeversammlung und die Aufgaben, die ihm vom Kanton zugeteilt wurden. Für Rechtsstreitigkeiten ist in erster Instanz das Bezirksgericht Kulm zuständig. Schlossrued gehört zum Friedensrichterkreis IX (Unterkulm).

## Wirtschaft
In Schlossrued gibt es gemäss der im Jahr 2015 erhobenen Statistik der Unternehmensstruktur (STATENT) rund 340 Arbeitsplätze, davon 26 % in der Landwirtschaft, 43 % in der Industrie und 31 % im Dienstleistungsbereich. Neben der Landwirtschaft ist vor allem die Metall- und Holzverarbeitung vorherrschend. Viele Erwerbstätige sind Wegpendler und arbeiten in Schöftland oder in der Region Aarau.

## Verkehr
Schlossrued liegt abseits der Hauptverkehrsachsen, ist aber durch die Kantonsstrasse 330 mit dem Suhrental und dem Wynental verbunden.

### Nahverkehr
Die Anbindung an den öffentlichen Verkehr erfolgt durch eine Postautolinie, die vom Bahnhof Schöftland nach Schmiedrued (Ortsteil Schiltwald) führt.
- 616 Schöftland Bahnhof – Schlossrued – Kirchrued – Schmiedrued – Walde AG – Schiltwald Wendeplatz

## Bildung
Die Gemeinde verfügt über einen Kindergarten und ein Schulhaus, in dem die Primarschule unterrichtet wird. Alle Oberstufen (Realschule, Sekundarschule und Bezirksschule) können in Schöftland besucht werden. Die nächstgelegenen Gymnasien sind die Alte Kantonsschule und die Neue Kantonsschule, beide in Aarau.

## Persönlichkeiten
- Andreas Neeser (* 1964), Schriftsteller
- Friedrich Amadeus Sigmund von May (1801–1883), Jurist, Schlossbesitzer und Autor
- Hans Martin Sutermeister (1907–1977), Arzt